# Bheri
Bheri is een van de 14 zones van Nepal. De hoofdstad is Nepalgunj, tevens de hoofdstad van het district Banke.

## Districten
Bheri is onderverdeeld in vijf districten (Nepalees: jillā):
- Banke
- Bardiya
- Dailekh
- Jajarkot
- Surkhet

Bagmati · Bheri · Dhawalagiri · Gandaki · Janakpur · Karnali · Kosi · Lumbini · Mahakali · Mechi · Narayani · Rapti · Sagarmatha · Seti